# Füzike (növénynemzetség)
A füzike vagy deréce (Epilobium) a mirtuszvirágúak (Myrtales) rendjébe és a ligetszépefélék (Onagraceae) családjába tartozó nemzetség.
Leveleik átellenesek, a sugaras szimmetriájú virágok színe piros, vagy fehéres. A szirmok száma 4, a porzóké 8, két körben állnak. Termésük hosszúkás, négy kopáccsal nyílik, a magvak repítő szőrösek.

## Gyógyászati felhasználása
A gyógyerejű fajokat a kicsi pirosas, halvány rózsaszín, vagy majdnem fehér virágjaik alapján könnyen felismerhetjük. Gyógyászati célokra az egész növényt gyűjtik (szár, levél, virág), de a növény életképességének megtartása érdekében ügyeljünk arra, hogy a közepén szakítsuk le, így ismét oldalhajtásokat növeszt. Az első virágok megjelenésekor kell szedni a gyógynövény föld feletti részét.
A gyűjtött növényt frissen vágjuk és használjuk fel. Néhol tömegesen előfordul és a természetes állomány veszélyeztetése nélkül gyűjthető illetve házikertben is termeszthető. Háziszerként történő fogyasztása és alkalmazása biztonságos.

### Gyógyhatású fajok
- Alpesi füzike (Epilobium anagallidifolium) – Magyarországon nem őshonos.
- Borzas füzike (Epilobium hirsutum)
- Erdei deréce (Epilobium angustifolium)
- Hegyi füzike (Epilobium montanum)
- Kisvirágú füzike (Epilobium parviflorum)
- Lándzsás füzike (Epilobium lanceolatum)
- Mocsári füzike (Epilobium palustre)
- Rózsás füzike (Epilobium roseum)
- Sötétzöld füzike (Epilobium obscurum)
- Vízparti deréce (Epilobium dodonaei)

### Gyógyhatása
A teája vagy tinktúrája prosztatabetegségek, a kezdődő prosztatarák gyógyításában csodaszernek számít. Akik a prosztatájukkal betegeskednek, meggyógyulhatnak a kisvirágú füzike segítségével, gyakran még megműteni sem kell őket. Ha már sor került a műtétre, a füzike teája elmulasztja a seb égő fájdalmait, és mindazokat a panaszokat, amelyek gyakran jelentkeznek műtét után. Nemcsak a férfiak gyógynövénye, gyulladáscsökkentő hatása miatt állandó hólyag- és húgyhólyaggyulladásban, hólyaggyengeségben szenvedő nők is sikerrel alkalmazhatják. Baktériumtörzsekkel szemben a legerőteljesebb gátló hatást fejti ki az erdei deréce (Epilobium angustifolium). Bár mellékhatásai nem ismeretesek, egy kúra ajánlott időtartama 4 hét. A tapasztalat szerint a panaszok ezalatt jelentősen mérséklődnek, illetve megszűnnek. Szükség esetén a kúra 2-3 hét után ismételhető. De minden esetben ajánlott konzultálni az orvossal.

## Fajok
A lista nem teljes.
- Epilobium alpestre
- Epilobium alsinifolium
- Epilobium alsinoides
- Epilobium anagallidifolium
- erdei deréce (Epilobium angustifolium) (syn. Chamerion angustifolium)
- Epilobium arcticum
- Epilobium billardierianum
- Epilobium brachycarpum
- Epilobium brevipes
- Epilobium brunnescens
- Epilobium canum (syn. Zauschneria cana)
- Epilobium chloraefolium
- Epilobium ciliatum
- Epilobium clavatum
- Epilobium cleistogamum
- Epilobium collinum
- Epilobium coloratum
- Epilobium crassum
- Epilobium davuricum
- Epilobium densiflorum (syn. Boisduvalia densiflora)
- vízparti deréce (Epilobium dodonaei)
- Epilobium fleischeri
- Epilobium foliosum
- Epilobium glabellum (syn. Boisduvalia glabella)
- Epilobium glaberrimum
- Epilobium glandulosum
- Epilobium halleanum
- Epilobium hectori
- borzas füzike (Epilobium hirsutum)
- Epilobium hornemannii
- Epilobium howellii
- Epilobium komarovianum
- Epilobium lactiflorum
- lándzsás füzike (Epilobium lanceolatum)
- Epilobium latifolium (syn. Chamerion latifolium)
- Epilobium leptocarpum
- Epilobium leptophyllum
- sárga füzike (Epilobium luteum)
- Epilobium minutum
- Epilobium mirabile
- hegyi füzike (Epilobium montanum)
- Epilobium nevadense
- Epilobium nivium
- Epilobium obcordatum
- sötétzöld füzike (Epilobium obscurum)
- Epilobium oreganum
- Epilobium oregonense
- mocsári füzike (Epilobium palustre)
- Epilobium pallidum
- kisvirágú füzike (Epilobium parviflorum)
- Epilobium pedunculare
- Epilobium purpuratum
- Epilobium pygmaeum
- Epilobium rigidum
- rózsás füzike (Epilobium roseum)
- Epilobium saximontanum
- Epilobium septentrionale (syn. Zauschneria septentrionalis)
- Epilobium siskiyouense
- Epilobium strictum (syn. Boisduvalia stricta)
- Epilobium suffruticosum
- négyélű füzike (Epilobium tetragonum)
- Epilobium torreyi